# سانبوت

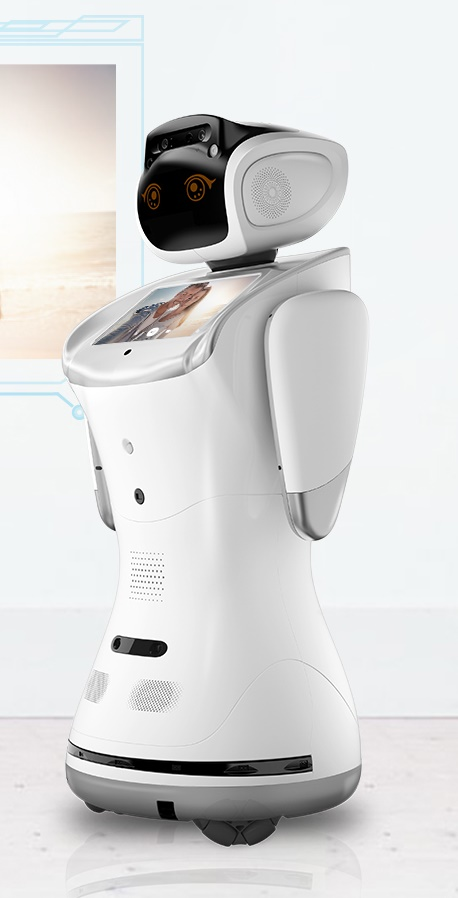
سانبوت إلف

سانبوت (بالإنجليزية: Sanbot)‏ هو روبوت متصل بالإنترنت طورته شركة تشيهان تكنولوجي المحدودة وهي شركة للروبوتات والذكاء الصناعي مقرها في شنتشن بالصين. يصلح ربط سانبوت بتطبيقات أندرويد باستعمال لغات الحاسوب.

## الوصلات الخارجية
- Official website
- Official UK website